# 권세현
권세현(1989년 4월 14일 ~)은 대한민국의 유니버설발레단에서 근무중인 여성 발레리나이다.

## 학력
- 키로프 발레 아카데미 고등학교 (졸업)
- 한국예술종합학교 무용원 실기과 예술사 (졸업)

## 소속
- 유니버설발레단
- 폴란드 국립발레단
- 노르웨이 국립오페라발레단
- 내기 내셔널 발레 - 네덜란드 내셔널 발레
- 키로프 발레 아카데미